# 1.000 lire (banconota)

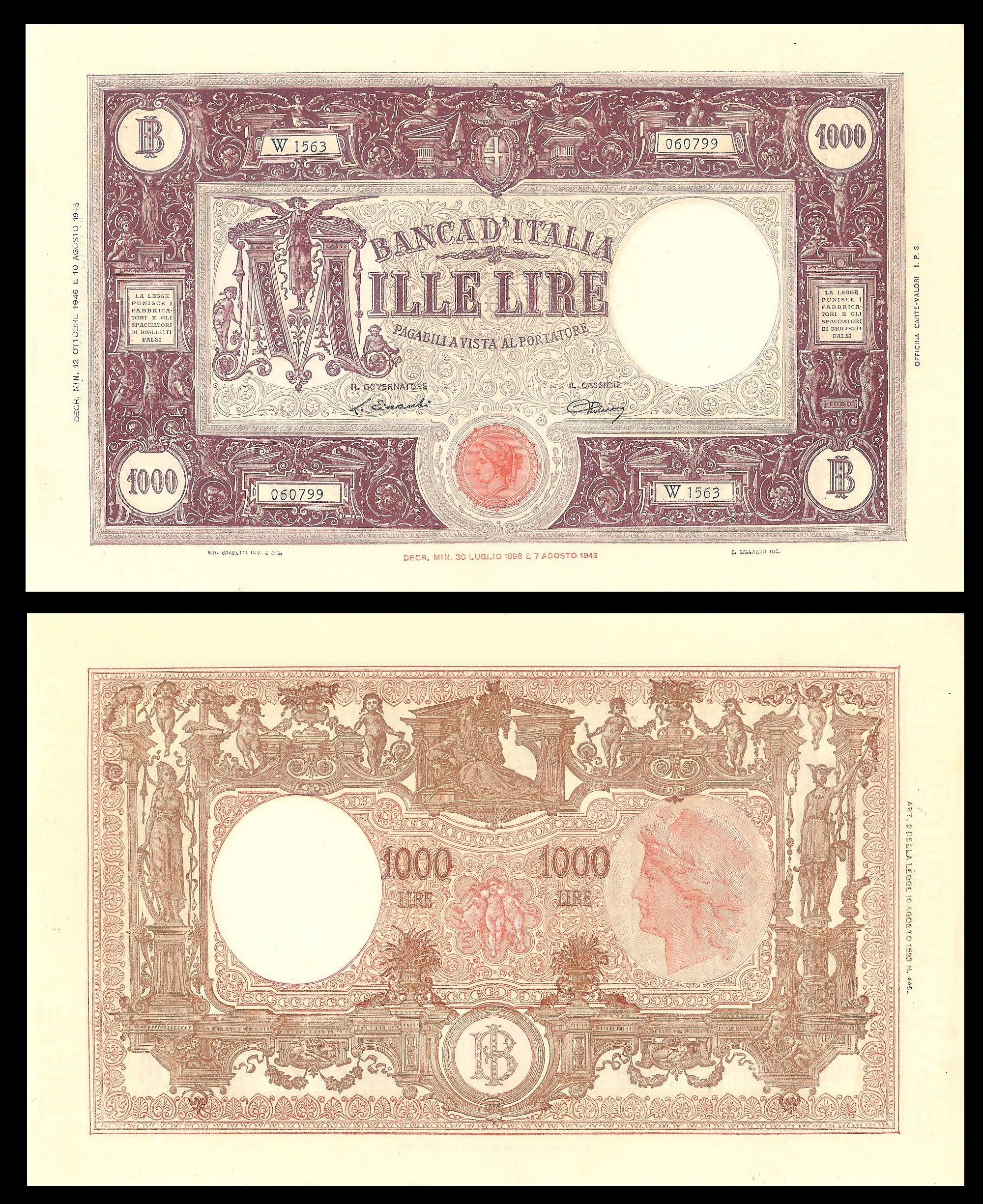
La banconota Grande M.

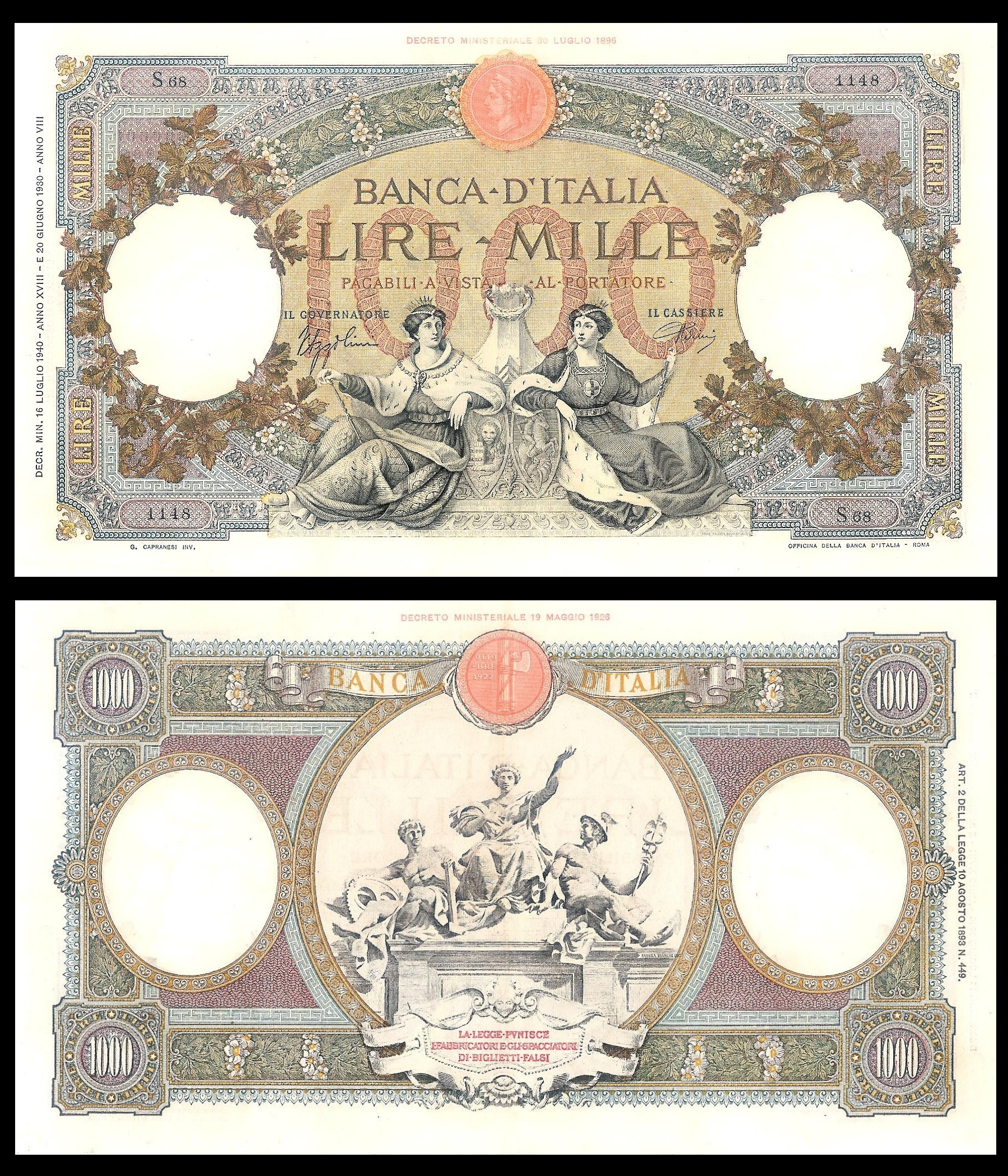
La banconota Regine del Mare.

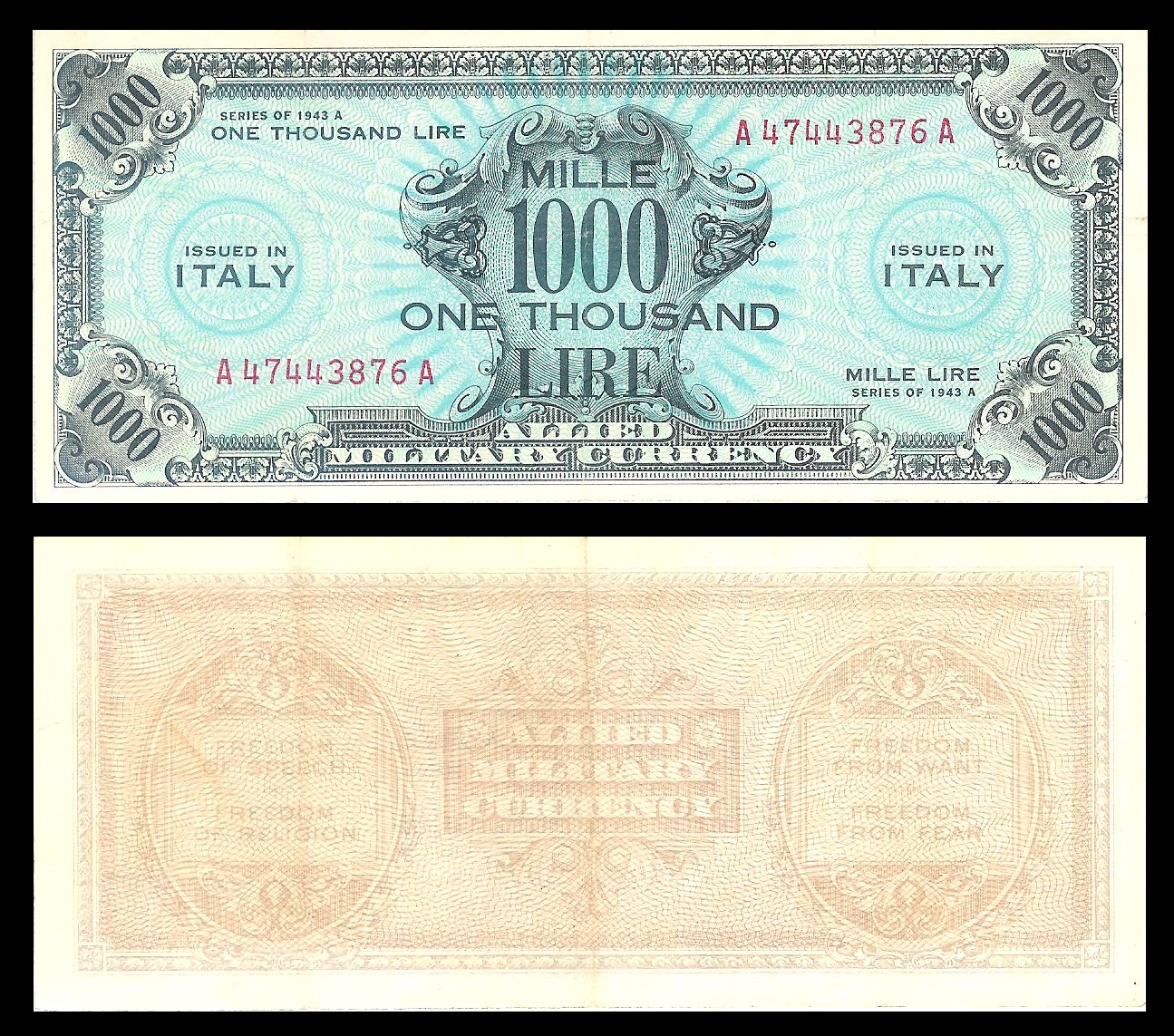
La banconota AM Lire.

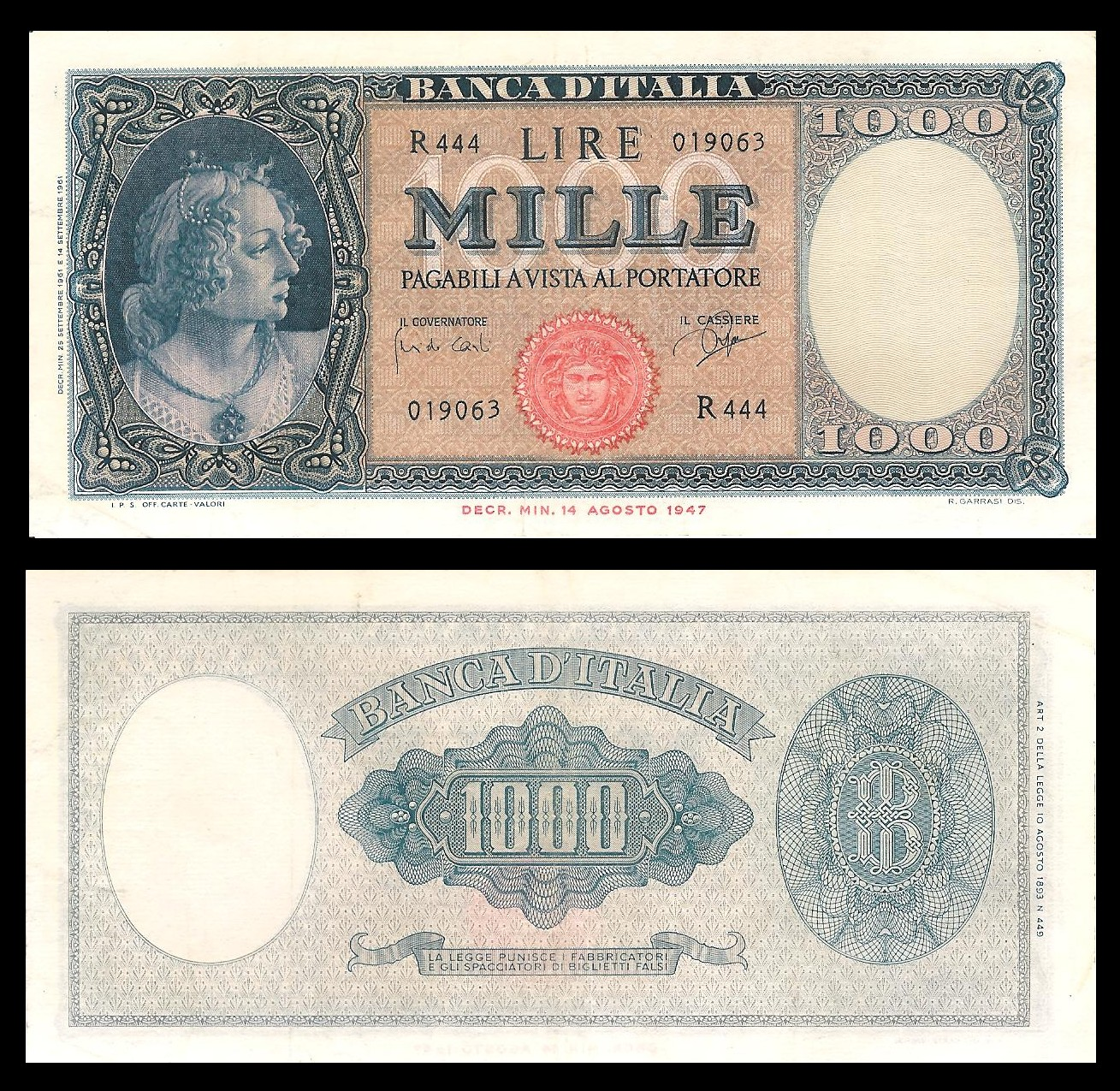
La banconota Italia ornata di perle.

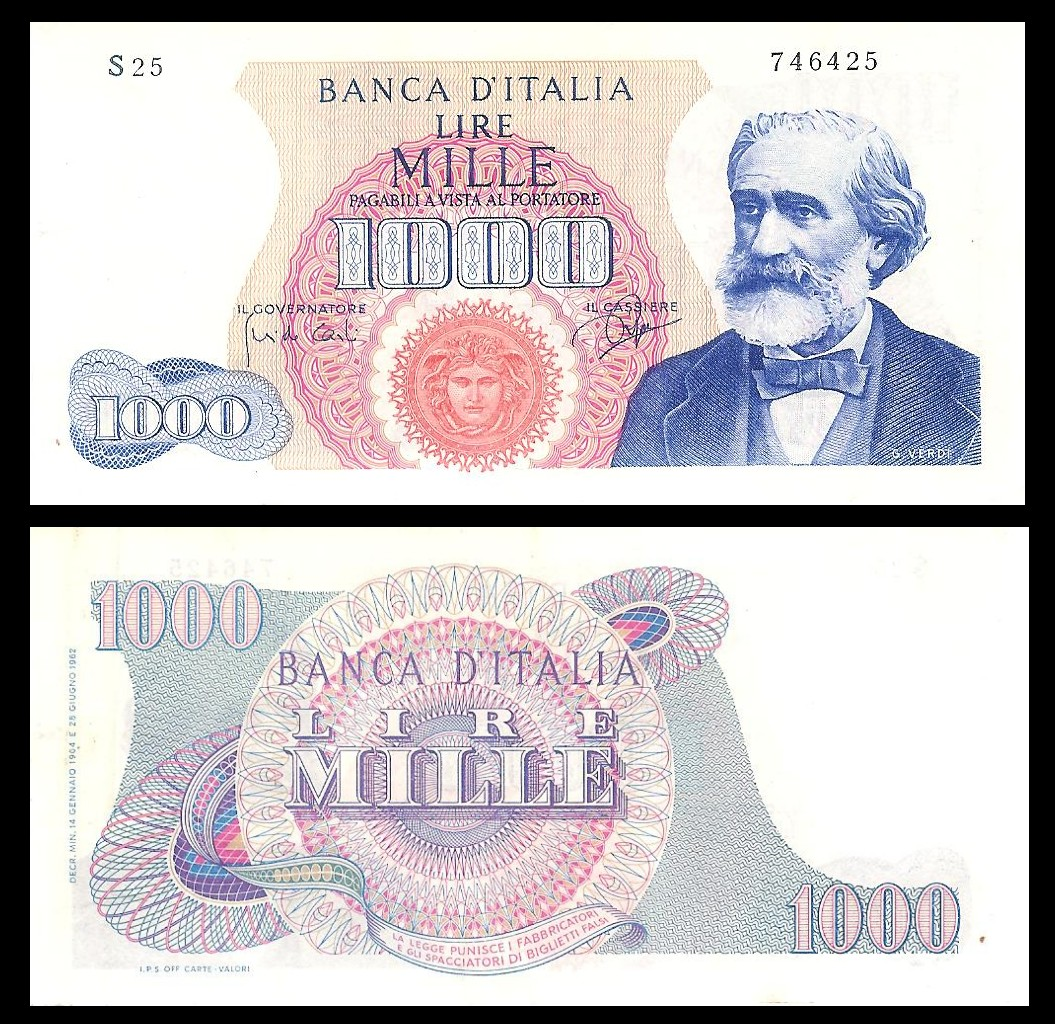
La banconota Giuseppe Verdi primo tipo (1962–1969).

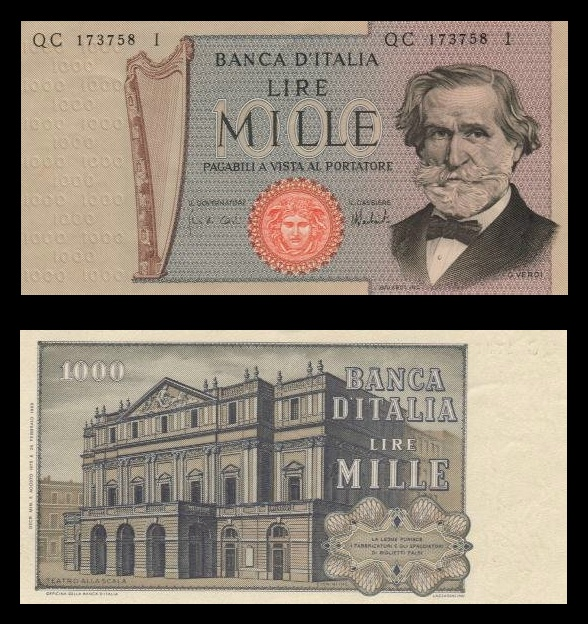
La banconota Giuseppe Verdi secondo tipo (1969–1981).

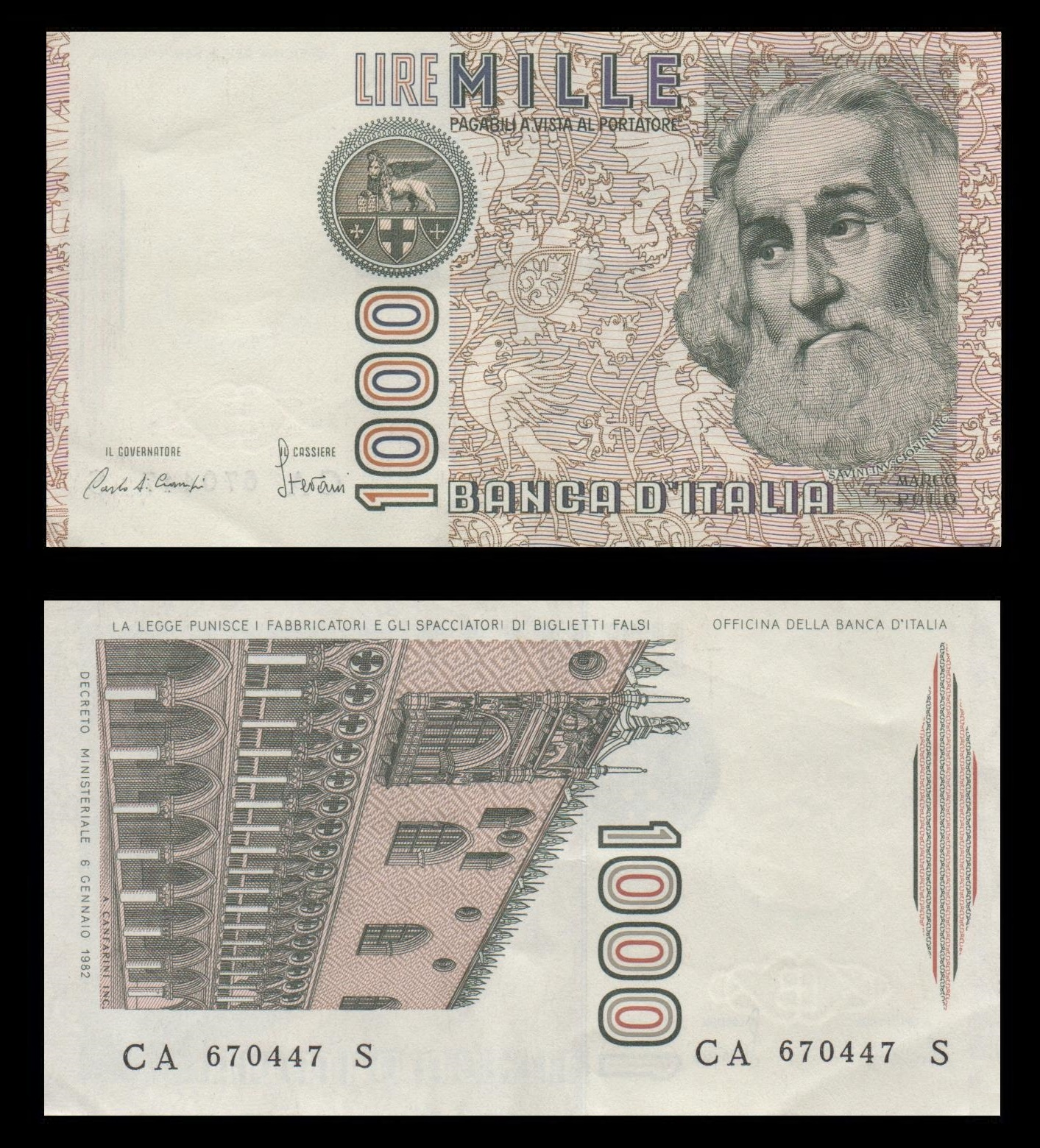
La banconota Marco Polo (1982-1995).

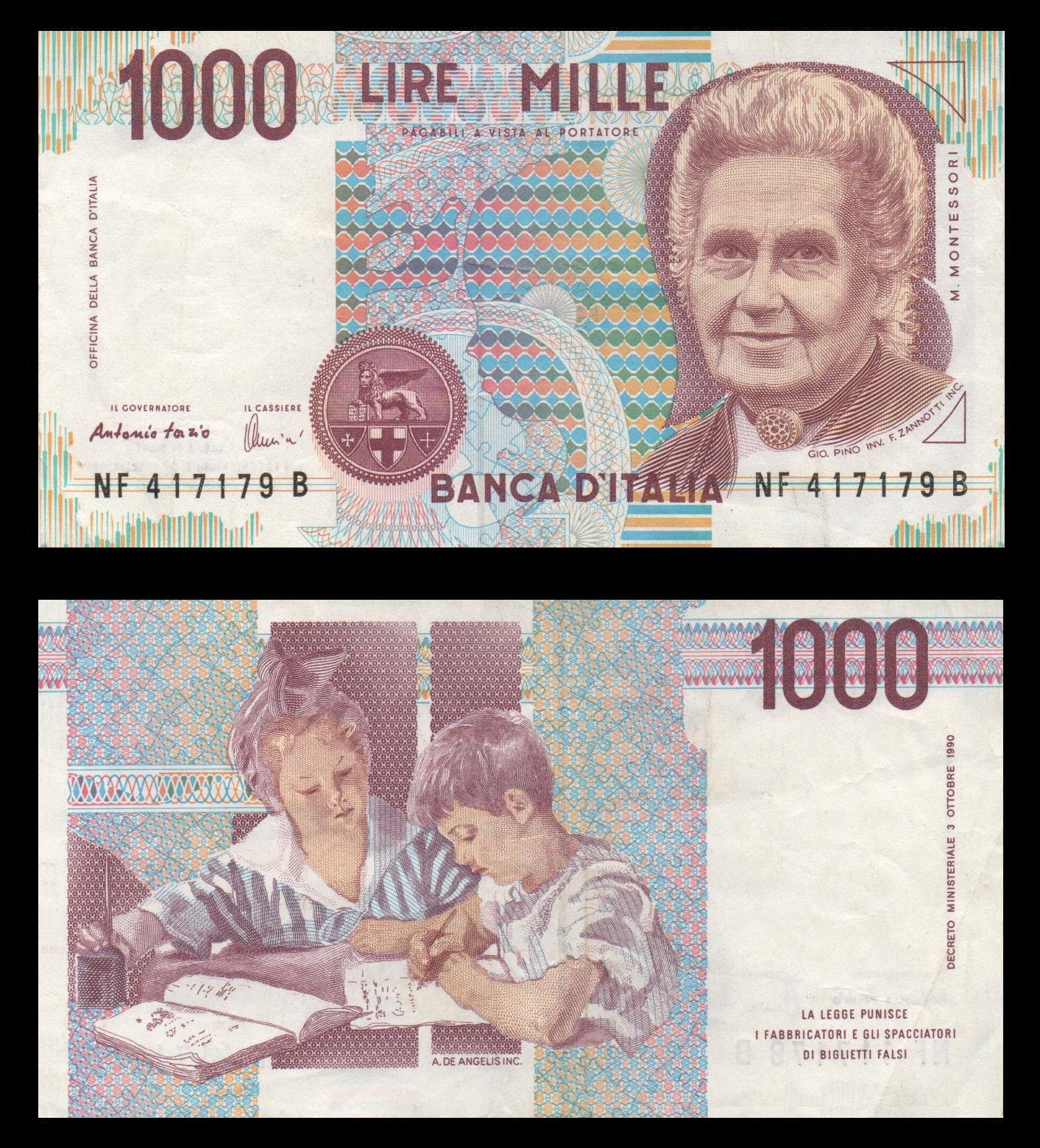
La banconota Maria Montessori (1990-1998).

La banconota da 1.000 lire è stata uno dei tagli di cartamoneta circolante in Italia prima dell'introduzione dell'euro.

## Precedenti
La prima cartamoneta da 1.000 lire risale al Regno di Sardegna. Ufficialmente la sua nascita viene fatta risalire al 1745-1746, sotto Carlo Emanuele III.
Questa cartamoneta aveva le caratteristiche sia del biglietto di banca, sia dell'obbligazione. La serie di cui faceva parte, autorizzata con Regio Editto del 26 settembre 1745 prevedeva i tagli da 100, 200, 500, 1000 e 3000 lire, molto elevati per l'epoca. Le "banconote" fruttavano l'interesse del 4% annuo per quattro anni e si erano rese necessarie per finanziare la guerra contro Francia e Spagna (che si concluse nel 1748 con i trattati di Aquisgrana). Dell'esemplare da mille lire, il 13 febbraio 2025, il numismatico Gerardo Vendemia ha donato al Museo della Moneta della Banca d'Italia il "disegno originale". Il disegno era necessario per realizzare i cliché per la stampa e riporta le firme dei due "mastri auditori" Bocca e Rambaudi, i quali firmarono anche gli esemplari destinati alla circolazione. La serie del 1746 venne particolarmente apprezzata dalla popolazione e quindi estesa ai tagli inferiori, fino a quello da 10 lire, che consentivano di utilizzarle più agevolmente nelle transazioni commerciali. Dopo qualche anno dalla prima emissione, si perse l'interesse annuo, avvicinando la cartamoneta al più moderno concetto di banconota. Durante il XIX secolo e parte del XX secolo (fino al 1945), il valore da 1000 lire fu il più elevato in circolazione.

## Regno d'Italia
Le prime banconote di questo valore emesse dallo Stato italiano sono quelle stampate dalla Banca Nazionale del Regno d'Italia nel 1872 e nel 1873. Erano stampate su un'unica faccia, portavano una cornice con in alto gli stemmi delle città di Genova e Torino ed in basso il busto di Colombo. Lo stemma era delle due città perché la Banca Nazionale era il nuovo nome che aveva preso la vecchia Banca Nazionale degli Stati Sardi, nata dalla fusione delle banche di Genova e Torino. La filigrana recava il valore della banconota e la scritta BANCA NAZIONALE.
Dopo questa prima serie ne fu stampata un'altra sempre della Banca Nazionale del Regno, emessa tra il 1878 ed il 1893, anno in cui la Banca Nazionale si fuse con altre dando vita alla Banca d'Italia.
Nello stesso periodo furono stampate banconote di questo valore dagli altri istituti d'emissione. Questi biglietti erano identici e recavano la dizione di BIGLIETTO CONSORZIALE e furono stampati dal 1877 al 1881.
Nel 1882 furono stampati dei biglietti con caratteristiche simili ai biglietti consorziali, ma emessi dal neonato Ministero del Tesoro. Recavano la dicitura di BIGLIETTO GIÀ CONSORZIALE ed ebbero corso legale fino al 1888.
Nel 1894 nacque la prima banconota da 1.000 lire della Banca d'Italia, che aveva lo stesso disegno e testo della seconda serie della Banca Nazionale, che nel frattempo aveva cessato di esistere.

### Grande "M"
La prima banconota da 1.000 lire emessa dalla Banca d'Italia con il proprio nome vide la luce nel dicembre 1897. Fu disegnata da Rinaldo Barbetti, un artista senese. Banconote con questo disegno, con variazioni minime, furono stampate sino al 1950. Andarono fuori corso il 30 giugno 1953. Questa banconota è comunemente denominata Grande "M".

### Regine del mare
Dal 1930 fu stampato, accanto alla banconota Grande "M", un nuovo tipo di banconota comunemente denominata Regine del Mare. Al verso presenta tre figure allegoriche, simbolo, rispettivamente, dell'Industria, dell'Agricoltura e del Commercio. Si tratta della riproduzione di un'opera marmorea che, un tempo, decorava la facciata di Palazzo Koch, sede della Banca d'Italia a Roma.

## Amministrazione militare alleata dei territori occupati
Dal 9 luglio 1943 al 3 giugno 1950 (26 ottobre 1954 per il Territorio Libero di Trieste - Zona A) in Italia circolò la Am-lira emessa dalla AMGOT. La banconota da 1.000 lire era il taglio massimo, di forma rettangolare, dello stesso formato del dollaro e di colore predominante della faccia principale d'azzurro. Ne esistono due serie, quella denominata 1943 riportante sul fronte 1000 LIRE - ISSUED IN ITALY e quella denominata 1943A riportante sul fronte MILLE 1000 ONE THOUSAND LIRE - ISSUED IN ITALY

## Repubblica Italiana
La Repubblica Italiana stampò, in otto diverse emissioni, banconote di questo valore tra il 1946 e il 2002.
Si tratta di una delle banconote di taglio più basso stampate durante il periodo repubblicano. 

### Grande "M"
Le prime banconote stampate dalla neonata Repubblica erano simili, anche per le enormi dimensioni, ai biglietti di questo valore stampati dal precedente Regno d'Italia. Furono emesse, infatti, due varianti del tipo Barbetti modificato, con lo stesso disegno di quella del 1896, che con i suoi circa 243 × 147 mm è una delle più grandi banconote italiane. Rispetto alle versioni precedenti erano diverse le tonalità dei colori. Fu stampata in due versioni con diversi toni di colore e con un diverso contrassegno di stato. L'emissione del 1946-47 aveva sul fronte il contrassegno di stato chiamato "Testina d'Italia" che risaliva al 1896, mentre quella del 1947-48 aveva il contrassegno denominato "Medusa" creato nel 1947, primo contrassegno repubblicano.

### Italia ornata di perle
Questa banconota fu stampata in due versioni, con il contrassegno di stato "Testina d'Italia" nel 1947 e, l'anno, dopo con il contrassegno "Medusa". La banconota aveva misura decisamente più contenute (146 x 63 mm) rispetto ai biglietti precedenti. Anche la grafica era più moderna. Sul fronte a sinistra, in una cornice ovale, la testa dell'Italia, ripresa da una delle tre grazie della Primavera di Botticelli. Nella filigrana la stessa testa volta a sinistra.

### Giuseppe Verdi
Tra gli anni 1960 e i primi anni 1980 il protagonista della banconota fu il compositore Giuseppe Verdi che venne effigiato su due diverse banconote. La prima (125 x 63 mm) è da un punto di vista grafico più semplice in quanto, se si esclude il ritratto del compositore, gli unici elementi decorativi sono ghirlande e bolli colorati che lasciano diversi spazi bianchi. Fu emessa dal 1962 al 1969.
Il secondo tipo, emesso dal 1969 al 1981, impiega una migliore tecnica per la colorazione dello sfondo. Il ritratto del compositore è più realistico di quello stampato sulla versione precedente. A fianco si trova la celebre Arpa Estense, strumento del 1558 di scuola ferrarese conservato nella Galleria Estense di Modena. Al verso c'è un'immagine del Teatro alla Scala. Se si eccettuano le prime emissioni, la carta impiegata è di colore ocra. Di questo biglietto furono autorizzati 1.972.000.000 pezzi.

### Marco Polo
Nel 1982 il biglietto fu sostituito da una banconota che raffigura sul recto il ritratto di Marco Polo da un dipinto conservato nella Galleria Doria Pamphilj di Roma, sul verso uno scorcio del Palazzo Ducale di Venezia rappresentato in verticale. Il bozzetto venne realizzato da Guglielmo Savini (1939-2001), riproducendo una stoffa veneziana del XVI secolo per lo sfondo di draghi e racemi del verso. Il biglietto ebbe corso legale fino al 30 giugno 1995 e venne stampato in 2.148.000.000 esemplari.

### Maria Montessori
2.000.160.000 di questi biglietti furono stampati e diffusi in otto emissioni, dal 1990 al 1998. Sono 8 invece le serie sostitutive che si riconoscono dall'iniziale X nel numero di serie (XA, XB, XC, XD, XE, XF, XG). Queste hanno una minore tiratura rispetto alle emissioni regolari e sono considerate dal punto di vista numismatico rare. La banconota è dedicata a Maria Montessori, il cui ritratto appare sul recto. Il verso rappresenta un particolare del dipinto Bambini allo studio di Armando Spadini del 1918 esposto presso il Palazzo Koch, sede della Banca d'Italia a Roma.

## Simbolo della cartamoneta repubblicana
(Ritornello della canzone Mille lire al mese, Gilberto Mazzi, 1939)
Le 1000 lire sono divenute, in modo non ufficiale, il simbolo della cartamoneta italiana in quanto, a differenza delle effimere banconote da 500 000 e 20 000 lire e delle più giovani 2 000, 50 000 e 100 000 lire, sono state emesse fin dalla nascita del Regno d'Italia.
All'uscita del corso legale della lira per la sostituzione con l'euro, le mille lire erano considerate banconote di piccolissimo taglio, utili per le spese quotidiane, a seguito della progressiva svalutazione a cui era andata incontro la valuta italiana a partire dagli anni settanta, invece nella prima metà del XX secolo erano tra quelle di maggior valore così come testimonia la popolare canzone Mille lire al mese di Gilberto Mazzi cantata da Umberto Melnati nel film omonimo
del 1939.
Nel 1939 cominciò la corsa all'abisso di una banconota che tra il 1900 e il 1914 aveva conosciuto un periodo di straordinario splendore.
I primi anni del novecento erano tempi in cui chi aveva la fortuna di guadagnare 250 lire al mese era considerato dalle madri “un buon partito”; non erano in molti a trovarsi in quelle condizioni. Un medico generico oltrepassava di poco le 100 lire al mese, assai meno guadagnavano i maestri, dalle 50 alle 55 lire mensili. Prima della grande guerra con 1.000 lire era possibile acquistare una carrozza; nel 1920, dopo la svalutazione del 42% avvenuta durante la guerra e dell'82% dopo, era possibile acquistare solo una bicicletta, comunque un bene di lusso. Nel 1939 un chilogrammo di pane costava 1,60 lire, 2 lire il riso, 50 centesimi un chilo di patate, 4 centesimi l'una le uova. Nell'arco dei 67 anni di vita di questa banconota vennero emessi 1.238.918.100 pezzi.